# Condado de Castellar
El condado de Castellar es un título nobiliario español  concedido por el rey Carlos I el 10 de noviembre de 1539 a favor de Juan Arias de Saavedra. Su nombre se refiere al municipio andaluz de Castellar de la Frontera, entonces en el reino de Sevilla, hoy en la provincia de Cádiz. 
En 1540 Juan Arias de Saavedra y Ponce de León, I conde de Castellar y su mujer María de Guzmán de Manuel de Figueroa, nieta del I duque de Medina Sidonia, fundaron un mayorazgo para su hijo tercero Juan de Saavedra, I señor del Moscoso, situado principalmente en el Aljarafe (Loreto, Umbrete, Espartinas, etc.) y en El Viso del Alcor, quedando el título de conde de Castellar en su hermano Fernando.
En 1603 la condesa de Castellar construyó el Convento de San Miguel de La Almoraima, de frailes descalzos de La Merced, primer convento de la reforma mercedaria.
En 1647 se incorporó a la casa de Castellar la casa de Villalonso, que a su vez había incorporado en 1622 la casa de Malagón. En 1721 la casa de Castellar se incorporó a la casa de Santisteban del Puerto, que a su vez se incorporó a la casa de Medinaceli en 1789. A principios del siglo XIX el marqués del Moscoso obtuvo el condado de Castellar, que permaneció en su casa hasta 1852 en que lo obtuvo por sentencia judicial la casa de Medinaceli.

## Señores de Castellar

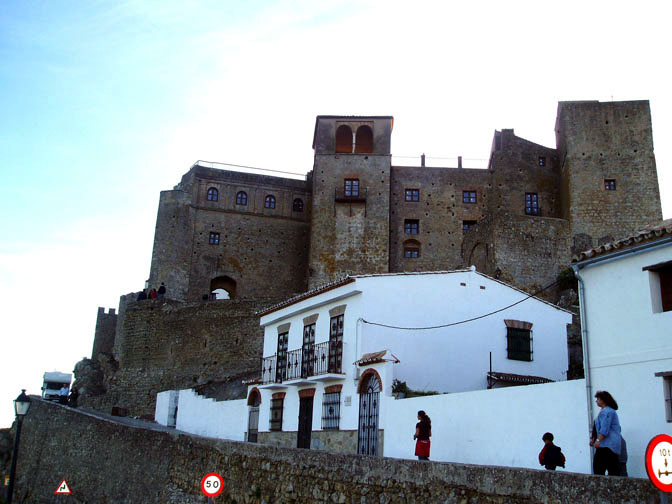
Palacio de los condes de Castellar

- Juan Arias de Saavedra, el Famoso, I señor de Castellar

Casó con Juana de Avellaneda Delgadillo. Le sucedió su hijo:
- Juan Arias de Saavedra y Avellaneda, II señor de Castellar.

Le sucedió su hijo:
- Fernán Arias de Saavedra, III señor de Castellar.

Casó con Constanza Ponce de León y González de Oviedo. Le sucedió su hijo:
- Juan Arias de Saavedra y Ponce de León, IV señor y I conde de Castellar.[2]

## Historia de los condes de Castellar

Escudo de Castellar de la Frontera (Cádiz)

- Juan Arias de Saavedra y Ponce de León (m. Sevilla, 1544),[2] IV señor y I conde del Castellar[2] y señor de El Viso, caballero de la Orden de Santiago, alfaqueque mayor de Castilla y alguacil mayor de Sevilla.  Era hijo de Fernán Arias de Saavedra y de Constanza Ponce de León, hija de Juan Ponce de León, Condado de Arcos|conde de Arcos.[12]

Casó en 1496 con María de Guzmán de Manuel de Figueroa (m. 1550), hija de Álvaro Pérez de Guzmán, señor de la Torre de Monturque y de María Suárez de Figueroa y Manuel de Villena, y nieta de los primeros condes de Feria. Le sucedió su hijo primogénito:
- Fernando Arias de Saavedra y Pérez de Guzmán (m. 1554), II conde del Castellar.[15] VI señor de El Viso y alfaqueque mayor de Castilla.[13]

Casó con Teresa de Arellano y Zúñiga, hija de Carlos Ramírez de Arellano y Mendoza, II conde de Aguilar de Inestrilla, V señor de los Cameros, y de Juana Manrique de Zúñiga y Guzmán. Le sucedió su hijo:
- Juan Arias de Saavedra y Ramírez de Arellano (m. 1580), III conde del Castellar,[13] VI señor de El Viso y alfaqueque mayor de Castilla.

Casó con Ana de Zúñiga-Avellaneda y Cárdenas. Le sucedió su hijo:
- Fernando Arias de Saavedra (1553-1595), IV conde de Castellar,[17] VII señor de El Viso y VII alfaqueque mayor de Castilla.[17]

Casó con Beatriz Ramírez de Mendoza. Le sucedió su hijo:
- Gaspar Juan Arias de Saavedra y Ramírez de Mendoza  (1592-1662), V conde de Castellar.[18]

Casó con su prima hermana, Francisca de Ulloa-Sarmiento y Arias de Saavedra, hija de Teresa Arias de Saavedra y Zúñiga-Avellaneda —hija del II conde de Castañar—, y de Juan Gaspar de Ulloa y Sarmiento, I conde de Villalonso, IV señor de Paracuellos y II señor de Fernán Caballero. Le sucedió su hijo:
- Fernando Arias de Saavedra y Ulloa de Pardo-Tavera (m. 6 de octubre de 1650), VI conde del Castellar,[13] III marqués de Malagón, III conde de Villalonso, IX señor de El Viso, III señor de Fernán Caballero y VII señor de Benafarces.[13]

Casó con Catalina Enríquez de Acevedo Valdés y Osorio. Le sucedió su hija:
- Teresa María de Saavedra Enríquez de Acevedo (Sevilla, 1639-30 de diciembre de 1798), VII condesa de Castellar,[13] IV marquesa de Malagón, IV condesa de Villaalonso, X señora de El Viso, VI señora de Paracuellos, IV señora de Fernán Caballero, VIIII señora de Benafarces.[13]

Casó en primeras nupcias con Luis Bernabé Lancaster y Lancaster.
Casó en segundas nupcias en Madrid (Santos Justo y Pastor) el 22 de junio de 1664 con su primo segundo Baltasar de la Cueva y Enríquez de Cabrera, virrey del Perú. Le sucedió su hijo del segundo matrimonio:
- Fernando de la Cueva y Saavedra (Santiago de Cuzco, Perú, 1679-13 de julio de 1721), VIII conde de Castellar,[20]  V marqués de Malagón, V conde de Villalonso, XI señor de El Viso, VII señor de Paracuellos y V señor de Fernán Caballero.[20]

Casó con María Antonia Ruiz de Castro Centurión y Portugal.  Sin descendencia, le sucedió su hermana:
- Ana Catalina de la Cueva y Arias de Saavedra (Madrid, 26 de febrero de 1684-7 de julio de 1752), IX condesa de Castellar,[20] VI marquesa de Malagón, VI condesa de Villalonso, XII señora de El Viso, X señora de Benafarces, VIII señora de Paracuellos y VI señora de Fernán Caballero.

Contrajo matrimonio con Manuel de Benavides y Aragón, X conde y I duque de Santisteban del Puerto, grande de España. Le sucedió su hijo:
- Antonio de Benavides y de la Cueva (Madrid, 17 de diciembre de 1738-8 de abril de 1782), X conde de Castellar,[20] II duque de Santisteban del Puerto, VII marqués de Malagón, VII conde de Villalonso, VII marqués de Solera, XI marqués de las Navas, XIII conde del Risco, XIV conde de Cocentaina, XIII conde de Medellín, XIII señor de El Viso, X señor de Benafarces, XXIX señor de Villafranca de la Sierra, alférez mayor de Ávila, mariscal de Castilla, comendador de Bolaños en la Orden de Calatrava, caballero del Toisón de Oro, Carlos III, etc.[20]

Casó en primeras nupcias con Ana Catalina Álvarez de Toledo y Pérez de Guzmán el Bueno, sin descendencia de este matrimonio. Contrajo un segundo matrimonio el 28 de octubre de 1744 con María Pacheco y Téllez-Girón. Casó en terceras nuppcias con Ana María de la O Fernández de Córdoba. Le sucedió su hija del segundo matrimonio:
- Joaquina María de Benavides y Pacheco (mayo de 1746-29 de junio de 1805), XI condesa de Castellar,[20] III duquesa de Santisteban del Puerto, VIII marquesa de Solera, VIII marquesa de Malagón, VIII condesa de Villalonso, XIV condesa del Risco, XII marquesa de las Navas, XV condesa de Cocentaina, XIV condesa de Medellín, X señora de Paracuellos, VIII señora de Fernán Caballero, XI señora de Benafarces, XIV señora de El Viso y XXX señora de Villafranca de la Sierra.[20]

Casó el 6 de febrero de 1764 con Luis María Fernández de Córdoba y Gonzaga, XIII duque de Medinaceli. Le sucedió su hijo:
- Luis Joaquín Fernández de Córdoba (12 de agosto de 1780-7 de julio de 1840), XII conde de Castellar hasta 1800 cuando perdió el título por sentencia a favor del II marqués de Moscoso,[21] XIV duque de Medinaceli, XV duque de Cardona, XIV duque de Segorbe, XIII marqués de Priego, etc.

- Joaquín Arias de Saavedra y Alvarado, XIII conde de Castellar y II marqués de Moscoso.[21]

Le sucedió su hijo:
- Antonio María Arias de Saavedra y Caro-Tavera, XIV conde de Castellar y III marqués de Moscoso.

- Joaquín Arias de Saavedra y Araoz, XV conde de Castellar[22] y IV marqués de Moscoso.[22]

Casó con María de los Dolores de Cárdenas y Orozco. Le sucedió por sentencia en 1852:
- Luis Tomás de Villanueva Fernández de Córdoba Figueroa y Ponce de León (Villa Gaucín, Málaga, 18 de septiembre de 1873-París, 6 de enero de 1873), XVI conde de Castellar,[23]  XV duque de Medinaceli,  XVI duque de Cardona, XV duque de Segorbe, XIV marqués de Priego, XVI marqués de Denia, XIV marqués de Comares, XIII duque de Alcalá de los Gazules, XIV duque de Feria, XI duque de Camiña (IX título de Castilla), V duque de Santiesteban del Puerto, XI marqués de Aytona, etc.[24]

Casó el 9 de agosto de 1848 con  Ángela Apolonia Pérez de Barradas y Bernuy, I y única duquesa de Denia y Tarifa. Le sucedió su hijo:
- Luis Fernández de Córdoba-Figueroa y Pérez de Barradas (Madrid, 20 de marzo de 1851-Navas del Marqués, 14 de mayo de 1879), XVII conde de Castellar,[24] XVI duque de Medinaceli, XVII duque de Cardona, XVI duque de Segorbe, XV marqués de Priego, XVII marqués de Denia, XV marqués de Comares, XIV duque de Alcalá de los Gazules, VI duque de Santiesteban del Puerto, etc.[24]

Casó en primeras nupcias con María Luisa Fitz-James Stuart y Portocarrero, IX duquesa de Montoro.  Contrajo un segundo matrimonio, siendo su primer marido, con Casilda Remigia de Salabert y Arteaga, XI Ducado de Ciudad Real, grande de España. Le sucedió su hijo del segundo matrimonio:
- Luis Jesús Fernández de Córdoba-Figueroa y Salabert, XVIII conde de Castellar,[24] XVII duque de Medinaceli, XVIII duque de Cardona, XVII duque de Segorbe, XVI marqués de Priego, etc.[25]

Casó en primeras nupcias el 5 de junio de 1911, en Madrid, con Ana María de los Dolores Fernández de Henestrosa y Gayoso de los Cobos (1879-1939). Contrajo un segundo matrimonio en 1939 con Concepción Rey de Pablo-Blanco. Le sucedió su hija:
- María Victoria Eugenia Fernández de Córdoba-Figueroa y Fernández de Henestrosa (Madrid, 16 de abril de 1917-Sevilla, 18 de agosto de 2013), XIX condesa de Castellar,[26] XVIII duquesa de Medinaceli, etc.

Casó el 12 de enero de 1938, en Sevilla, con Rafael Medina y Vilallonga.  Le sucedió su nieta, hija de Ana Luisa Medina y Fernández de Córdoba y de su primer esposo, Maximiliano Emanuel de Hohenlohe-Langenburg e Iturbe de quien se divorció en 1982.
- Victoria Elisabeth de Hohenlohe-Langenburg (n. 17 de marzo de 1997), XX condesa de Castellar,[27] XX duquesa de Medinaceli, etc.[27]